# Роко и Цицибела
„Роко и Цицибела” је југословенски и хрватски ТВ филм из 1978. године. Режирао га је Стипе Делић а сценарио је написао Миљенко Смоје.

## Улоге
| Глумац                 | Улога             |
| ---------------------- | ----------------- |
| Борис Дворник          | Роко              |
| Семка Соколовић Берток | Цицибела          |
| Борис Бузанчић         | Судац             |
| Јосип Мароти           | Трговац           |
| Зденка Хершак          |                   |
| Иво Марјановић         |                   |
| Југослав Налис         |                   |
| Богдан Буљан           |                   |
| Петар Добрић           | Судски записничар |